# Chelsea Aubry
Chelsea Ann Aubry (Kitchener, 27 giugno 1984) è un'ex cestista canadese.

## Carriera
Con il Canada ha disputato i Giochi olimpici di Londra 2012, due edizioni dei Campionati mondiali (2006, 2010) e quattro dei Campionati americani (2005, 2007, 2009, 2011).